# Kínai televíziós sorozat

Sorozatot forgatnak a Hengdian World Studiosban, Kínában

A kínai televíziós sorozatok (nemzetközi rövidítése: C-drama) kínai nyelven (főképp mandarin nyelven), a szárazföldi Kínában készült televíziós sorozatok. 2014-ben Kína több mint 15 000 sorozatepizódot gyártott, a világon a legtöbbet. 2016-ban a legnépszerűbb műfaj a romantikus fantasy volt, a legnézettebb 50 sorozat közül 47 tartozott ebbe a műfajba. A legnépszerűbb típusa a kínai sorozatoknak a kosztümös sorozat.
A kínai sorozatokat rendszeresen vetítik Ázsia más országaiban is, például Vietnámban, Malajziában, Szingapúrban, Thaiföldön, Indonéziában, a Fülöp-szigeteken, Tajvanon, Srí Lankán és Kambodzsában. Streaming platformokon is elérhetőek különféle nyelvekre feliratozva, például a Netflix, a Viki vagy az iQIYI felületén.

## Szinkron
A kínai televíziós sorozatokban gyakran szinkronizálják a színészeket professzionális szinkronszínészek. 30-40 epizódot körülbelül egy hónap alatt szinkronizálnak le. A népszerűbb szinkronszínészek egy évben több sorozaton is dolgoznak, ami miatt a sorozatrajongók könnyen felismerik a hangjukat.
A szinkronnak számos oka lehet a kínai sorozatok esetében. A műveket a televíziós csatornákon (és online is) sztenderd mandarin (putonghua) nyelven kell sugározni, és számos színész nem beszéli tökéletesen a sztenderd akcentust, vagy nagyon erős vidéki akcentussal rendelkezik. A kiejtés egységesítése végett sztenderd mandarinban jártas, professzionális szinkronszínészeket alkalmaznak. A szinkronra ugyancsak szükség lehet a rossz minőségű helyszíni hangfelvételek miatt is, mivel sokszor nem tudják kiszűrni a külvilág zaját. A szinkronnal kevésbé tehetséges vagy gyakorlott színészek játékát is fel lehet javítani. A cenzúra miatt is szükség lehet arra, hogy utómunkában javítsanak a szövegen, illetve ha egy színész eltéveszti a szöveget, és ez csak később derül ki, ezt is a szinkronnal javítják ki.
Vannak színészek, akiket nem szoktak szinkronizálni, ilyen például Hu Ko (Hu Ge), Vang Kaj (Wang Kai), Csin Tung (Jin Dong) vagy Teng Csao (Deng Chao).